# Nancy Carroll (Schauspielerin, 1974)
Nancy Carroll (* 29. September 1974) ist eine britische Schauspielerin.

## Leben
Nancy Carroll wuchs in Herne Hill im Süden Londons auf und besuchte die Alleyn's School, wo sie eine begeisterte Teilnehmerin des Schülertheaters war. Vor ihrer Schauspielausbildung arbeitete sie in einem Hutgeschäft in Lavender Hill. Sie absolvierte ihre Ausbildung an der London Academy of Music and Dramatic Art, die sie im Juni 1998 abschloss. Nach ihrem Abschluss spielte Carroll verschiedene Theaterrollen, unter anderem am Royal National Theatre in London, wo sie auch bis heute mit verschiedenen Stücken auf der Bühne steht. Für ihre Rolle in After the Dance an der Seite von Benedict Cumberbatch wurde sie 2010 mit dem Preis für die Beste Darstellerin bei den Evening Standard Theatre Awards und Laurence Olivier Awards ausgezeichnet.
Einem größeren deutschen Publikum bekannt wurde Nancy Carroll durch verschiedene Auftritte in den britischen Fernsehserien Inspector Barnaby und Lewis – Der Oxford Krimi sowie durch ihre Rolle als Lady Felicia Montague in der Serie Father Brown – Immer einen Tick voraus.
Im März 2022 debütierte Nancy Carroll in der Hauptrolle der Marine Bonnet in „Murder in Provence“, das auf den Kriminalromanen der „Antoine-Verlaque-Reihe“ von Mary L. Longworth basiert, an der Seite des Der junge Inspektor Morse-Schauspielers Roger Allam, der den Ermittlungsrichter Antoine Verlaque verkörpert.

## Privates
Nancy Carroll ist mit dem Schauspieler Jo Stone-Fewings verheiratet; das Paar hat zwei Kinder. Sie lernten sich im Rahmen einer Gruppe der Royal Shakespeare Company kennen, die anderthalb Wochen lang auf Tour ging und Material für Michael Woods Dokumentarserie „Auf der Suche nach Shakespeare“ (Ausstrahlung 2003) lieferte. Sie verlobten sich bereits neun Tage nach dem ersten Treffen.

## Filmografie (Auswahl)
- 1999: Ein perfekter Ehemann (An Ideal Husband)
- 2001: Iris
- 2002: Churchill – The Gathering Storm
- 2005: Inspector Barnaby (Midsomer Murders) Fernsehserie, Staffel 8, Folge 7: Tief unter der Erde (Hidden Depths)
- 2010: Inspector Barnaby (Midsomer Murders) Fernsehserie, Staffel 12, Folge 7: Schreie in der Nacht (The Great And The Good)
- 2012: Silent Witness (Fernsehserie, 2 Folgen)
- 2012: Lewis – Der Oxford Krimi  (Fernsehserie, Folge The Indelible Stain / „Der unauslöschliche Makel“)
- 2013: Call the Midwife – Ruf des Lebens (Call the Midwife, Fernsehserie, Christmas Special)
- seit 2013: Father Brown (Fernsehserie)
- 2017: Will (Fernsehserie, 9 Folgen)
- 2019, 2020: The Crown (Fernsehserie, 2 Folgen)
- 2020: Agatha Raisin (Fernsehserie, 1 Folge)
- 2022: Murder in Provence (Fernsehserie, 3 Folgen)